# Antisthène de Rhodes
Pour les articles homonymes, voir Antisthène (homonymie).
Antisthène (Ἀντισθένης en grec) de Rhodes est un historien grec ayant vécu au IIe siècle av. J.-C. S'impliquant activement dans les affaires politiques de son pays, la description historique qu'il fait de son époque est jugée de grande qualité par Polybe, bien qu'on lui reproche sa partialité concernant son île natale. Il fait un compte rendu remarqué de la bataille de Ladé.
Il semble qu'Antisthène soit l'auteur de la Succession des philosophes (en) auxquels Diogène Laërce fait régulièrement référence. Il pourrait également être le péripatéticien cité par Phlégon.
Plutarque signale un Antisthène qui a écrit Meleagris, dont il cite le troisième livre. Pline l'Ancien parle également d'un Antisthène qui a écrit à propos des pyramides.